# جان مارك فابر
جان مارك فابر (بالفرنسية: Jean-Marc Fabre)‏ (و. 1964 – م) هو مصور سينمائي، ومخرج سينمائي، وكاتب سيناريو من فرنسا.

## وصلات خارجية
- جان مارك فابر على موقع IMDb (الإنجليزية)
- جان مارك فابر على موقع ألو سيني (الفرنسية)
- جان مارك فابر على موقع أول موفي (الإنجليزية)
- جان مارك فابر على موقع قاعدة بيانات الأفلام السويدية (السويدية)
- جان مارك فابر على موقع قاعدة بيانات الفيلم (الإنجليزية)
- جان مارك فابر على موقع كينوبويسك (الروسية)